# Biografielijst Lo

## Lo

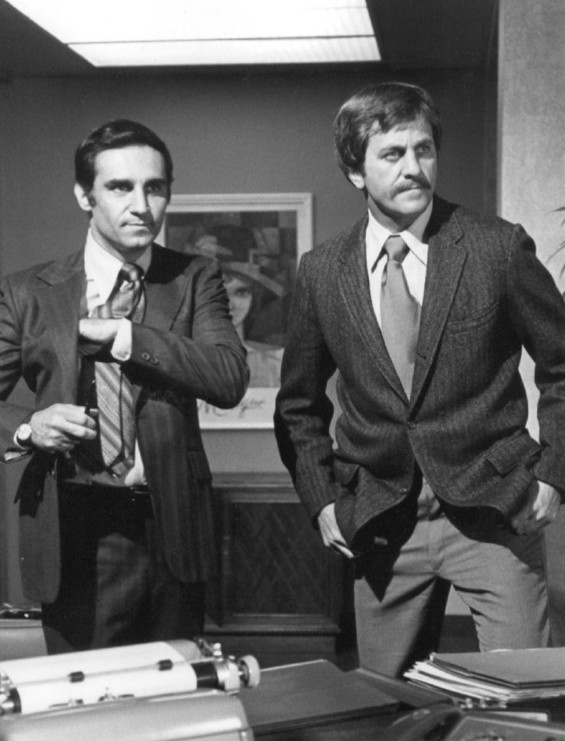
Tony Lo Bianco in 1975 (links)

- Chi Moui Lo, Vietnamees acteur, filmregisseur, filmproducent en scenarioschrijver
- Lo Ka Chun (1977), Hongkongs autocoureur
- Concetto Lo Bello (1924-1991), Italiaans voetbalscheidsrechter
- Tony Lo Bianco (1936-2024), Amerikaans acteur, filmregisseur, toneelregisseur en toneelproducent

## Loa
- Joseph Loake (2005), Brits autocoureur

## Lob
- Marina Lobatsj (1970), Wit-Russisch ritmisch gymnaste
- Irina Lobatsjova (1973), Russisch kunstschaatsster
- Arnold Lobel (1933-1987), Amerikaans auteur
- Tim Lobinger (1972-2023), Duits atleet
- Nikita Lobintsev (1988), Russisch zwemmer
- Frank Lobman (1953-2021), Surinaams-Nederlands karateka en thaibokser
- Imrich Lobo (1955-2025), Nederlands zanger
- Bogdan Lobonț (1978), Roemeens voetbaldoelman
- Cornelis Adriaan Lobry van Troostenburg de Bruyn (1857-1904), Nederlands scheikundige

## Loc

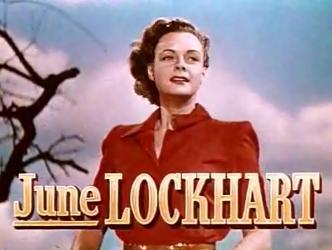
June Lockhart, 1954

- Achille Locatelli (1856-1935), Italiaans kardinaal
- Andrea Locatelli (1996), Italiaans motorcoureur
- Pietro Locatelli (1695-1764), Italiaans componist
- Felix Loch (1989), Duits rodelaar
- Ryan Lochte (1984), Amerikaans zwemmer
- Lisa LoCicero (1970), Amerikaans actrice
- Cecily Lock (1982), Nederlands pianiste
- John Locke (1632-1704), Engels filosoof
- Matthew Locke (1621/22-1677), Brits componist
- Tembi Locke (1970), Amerikaans actrice, kunstschilder en schrijfster
- Harry Lockefeer (1938-2007), Nederlands journalist
- Anne Lockhart (1953), Amerikaans actrice
- June Lockhart (1925), Amerikaans actrice
- Lizabeth Lockhart (1956), Amerikaans actrice
- Heather Locklear (1961), Amerikaans actrice
- Margaret Lockwood (1916-1990), Engels actrice
- William Lockwood (1988), Australisch roeier
- Teodoro Locsin jr. (1948), Filipijns politicus, advocaat en journalist

## Lod

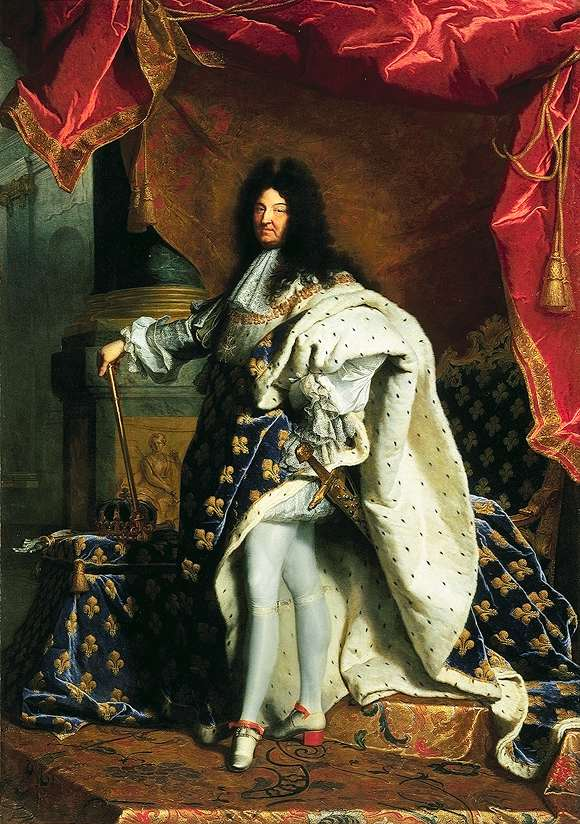
Lodewijk XIV

- Frank Lodeizen (1931-2013), Nederlands beeldend kunstenaar
- Rifka Lodeizen (1972), Nederlands actrice
- Lodewijk I de Vrome (778-840), koning (later keizer) van de Franken (814-840)
- Lodewijk I van Nassau-Weilburg (1473?-1523), graaf van Nassau-Weilburg (1490-1523)
- Lodewijk II (825-875), keizer van het Heilige Roomse Rijk (855-875)
- Lodewijk II van Male (1330-1384), graaf van Vlaanderen (1346-1384)
- Lodewijk II van Nassau-Weilburg (1565-1627), graaf van Nassau-Weilburg (1593-1627), Saarbrücken en Saarwerden (1602-1627)
- Lodewijk XII van Frankrijk (1462-1515), koning van Frankrijk (1498-1515)
- Lodewijk XIII van Frankrijk (1601-1643), koning van Frankrijk (1610-1643)
- Lodewijk XIV van Frankrijk (1638-1715), koning van Frankrijk (1643-1715)
- Lodewijk XV van Frankrijk (1710-1774), koning van Frankrijk (1715-1774)
- Lodewijk XVI van Frankrijk (1754-1793), koning van Frankrijk (1774-1792)
- Lodewijk XVII van Frankrijk (1785-1795), koning van Frankrijk (1793)
- Lodewijk XVIII van Frankrijk (1755-1824), koning van Frankrijk (1814-1824)
- Lodewijk van Nassau-Ottweiler (1661-1699), schout-bij-nacht bij de Staatse vloot
- Lodewijk van Nassau-Saarbrücken (1745-1794), vorst van Nassau-Saarbrücken (1768-1793)
- Lodewijk van Nassau-Weilburg (1761-1770), erfprins van Nassau-Weilburg
- Lodewijk Crato van Nassau-Saarbrücken (1663-1713), graaf van Nassau-Saarbrücken (1677-1713)
- Martin Lodewijk (1939), Nederlands stripauteur
- Patrick Lodewijks (1967), Nederlands voetballer
- Julien Lodders (1962), Belgisch voetballer
- Alexander Lodygin (1847-1923), Russisch elektrotechnicus en uitvinder

## Loe
- Joseph Loeckx (1937), bekend als Jo-El Azara, Belgisch striptekenaar
- Andrej Loekanov (1938-1996), Bulgaars politicus
- Aljaksander Loekasjenka (1954), Wit-Russisch president
- Ivan Loekasjevitsj (1991), Russisch autocoureur
- Jevgeni Loekjanenko (1985), Russisch atleet
- Levko Loekjanenko (1928-2018), Oekraïens politicus en dissident
- Sergej Loekjanenko (1968), Russisch fantasyschrijver
- Titia Loenen (1957), Nederlands juriste
- Lucy Loes (1928-2010), Vlaams volkszangeres
- Erich Loest (1926-2013), Duits schrijver
- Hugo Loetscher (1929-2009), Zwitsers schrijver
- Leijn Loevesijn (1949), Nederlands wielrenner
- Carl Loewe (1796-1869), Duits componist, organist, pianist en zanger
- Frederick Loewe (1904-1988), Amerikaans componist
- Troetje Loewenthal (1944), Antilliaans feminist
- Otto Loewi (1873-1961), Duits-Amerikaans farmacoloog en Nobelprijswinnaar
- Raymond Loewy (1893-1986), Amerikaans industrieel ontwerper

## Lof
- Markus Löffel (1966-2006), Duits dj en producer

## Log
- Bellina Logan (1966), Amerikaans actrice
- Devin Logan (1993), Amerikaans freestyleskiester
- Wilhelmus Martinus Logeman (1821-1894), Nederlands natuurkundige
- Ed Logg (1948), Amerikaans computerspelontwerper
- Charles Logg (1931), Amerikaans roeier
- Manuel van Loggem (1916-1998), Nederlands psycholoog en schrijver
- Robert Loggia (1930-2015), Amerikaans acteur en regisseur
- Kenny Loggins (1948), Amerikaans singer-songwriter
- Aleksandr Loginov (1992), Russisch biatleet
- Dmitri Loginov (2000), Russisch snowboarder
- Valeri Loginov (1955), Russische schaker
- Gennadi Logofet (1942-2011), Russisch voetballer
- Lionel Logue (1880-1953), Australisch logopedist

## Loh
- Lindsay Lohan (1986), Amerikaans actrice en zangeres
- Willy Lohmann (1936-2013), Nederlands striptekenaar
- Martin Nicholas Lohmuller (1919-2017), Amerikaans bisschop
- Peter Lohr (1933-1983), Nederlands cabaretier en theaterdirecteur
- Daniël Lohues (1971), Nederlands musicus

## Loi
- Livio Loi (1997), Belgisch motorcoureur
- Vesa-Matti Loiri (1945-2022), Fins acteur, muzikant en komiek
- Lisa Lois (1987), Nederlands zangeres

## Lok
- Klaas Lok (1955), Nederlands atleet
- Sam Lok (1967), Hongkongs autocoureur
- William Lok (1973), Hongkongs autocoureur
- Danilo Lokar (1892-1989), Sloveens schrijver
- Jan Jacobus Loke (1770-1841), Nederlands jurist
- Heidi Løke (1982), Noors handbalspeelster
- Stephan Lokhoff (1982), Nederlands paralympisch sporter
- Ton Lokhoff (1959), Nederlands voetballer en voetbalcoach
- Jacobus van Lokhorst (1844-1906), Nederlands architect en rijksbouwmeester
- Marius van Lokhorst (1883-1971), Nederlands NSB-politicus
- Jan Lokin (1945-2022), Nederlands hoogleraar

## Lol
- Sjalva Loladze (1916-1945), Georgische soldaat
- Jacqueline Lölling (1995), Duits skeletonracer
- Gina Lollobrigida (1927-2023), Italiaans actrice
- Lolo (1913-1996), Peruviaans voetballer
- Jelena Lolović (1981), Servisch alpineskiester

## Lom
- Herbert Lom (1917), Tsjechisch-Brits filmacteur
- Abraham Dirk Loman (1823-1897), Nederlands predikant en hoogleraar
- Rudolf Loman (1861-1932), Nederlands schaker
- Bram Lomans (1975), Nederlands hockeyer
- Frans Lomans (1956), Nederlands journalist
- Lella Lombardi (1941-1992), Italiaans autocoureur
- Coleby Lombardo (1978), Amerikaans acteur
- Domenick Lombardozzi (1976), Amerikaans acteur
- Roland Lommé (1937-2006), Vlaams tv-presentator en filmkenner
- Michail Lomonosov (1711-1765), Russisch geleerde

## Lon
- Fritz London (1900-1954), Duits/Amerikaans natuurkundige
- Heinz London (1907-1970), Duits/Brits natuurkundige
- Jack London (1876-1916), Amerikaans schrijver
- Jack London (1905-1966), Brits atleet
- Dallas Long (1940-2024), Amerikaans atleet
- Dave Long (1954), Brits atleet
- Huey Long (1904-2009), Amerikaans zanger en muzikant
- Jodi Long (1954), Amerikaans actrice
- Luz Long (1913-1943), Duits atleet
- Patrick Long (1981), Amerikaans autocoureur
- Robert Long (1943-2006), Nederlands zanger, cabaretier, columnist en tv-presentator
- Marianna Longa (1979), Italiaans langlaufster
- Rita Longa (1912-2000), Cubaans beeldhouwster
- Edouard Longerstaey (1919-1986), Belgisch diplomaat
- Barbara Longhi (1552-1638), Italiaans schilderes
- Nic Loning (1925-1984), Nederlands kunstenaar
- Wilbert Longmire (1940-2018), Amerikaans rhythm-and-blues- en jazzgitarist
- Jeannie Longo (1958), Frans wielrenster
- Renato Longo (1937-2023), Italiaans wielrenner
- Robby Longo (1981), Vlaams countryzanger
- Silvio Longobucco (1951-2022), Italiaans voetballer
- Franciscus Longville (1897-1979), Belgisch syndicalist en politicus
- Jean Longville (1872-1947), Belgisch syndicalist en politicus
- Peter Lönn (1961), Zweeds voetballer
- Erik Lönnroth (1910-2002), Zweeds geschiedkundige
- Anita Lonsbrough (1941), Brits zwemster
- Kathleen Lonsdale (1903-1971), Britse kristallografe, Quaker en vredesactiviste
- Michael Lonsdale (1931-2020), Franse acteur

## Loo

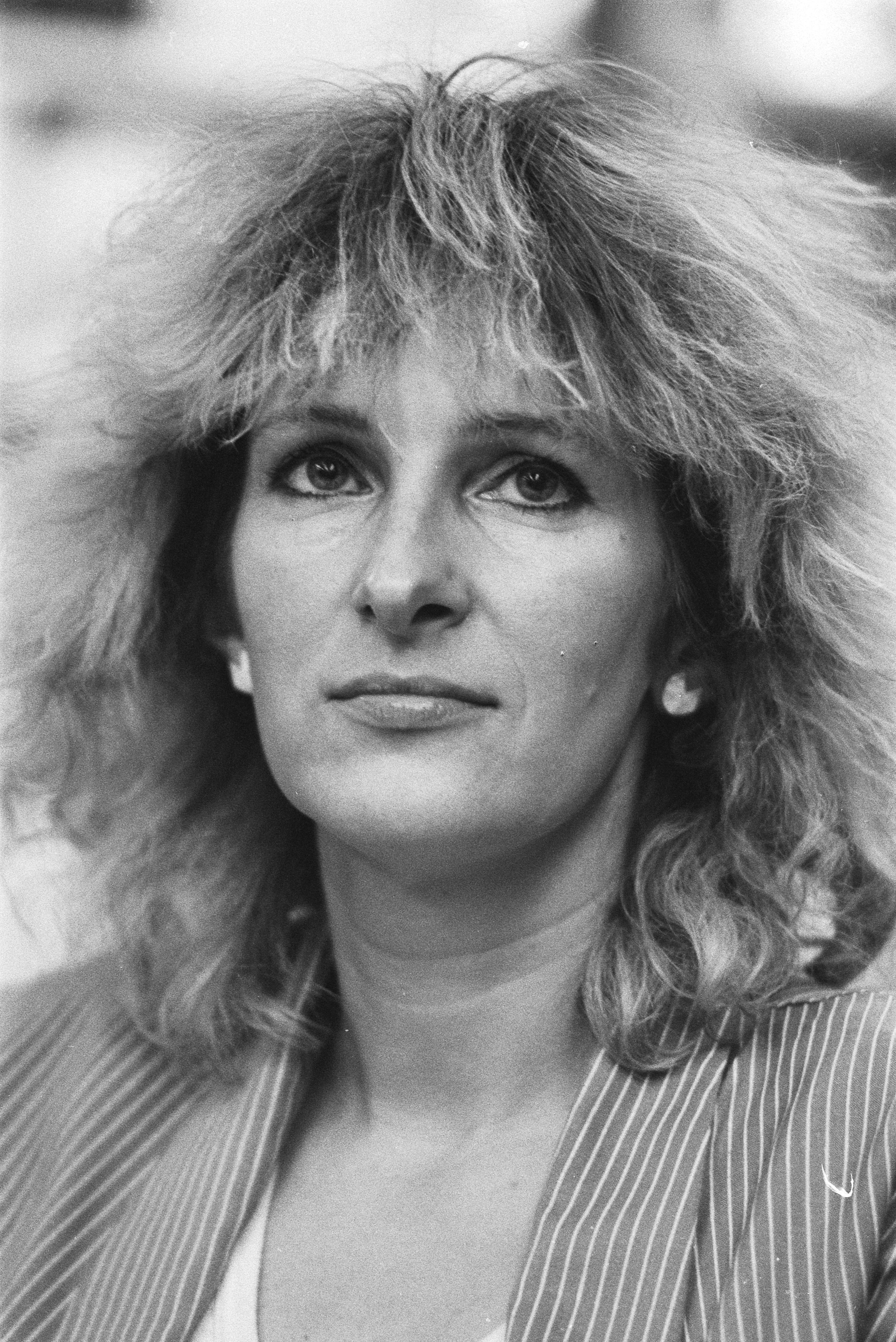
Tessa de Loo (1983)

- Brian van Loo (1975), Nederlands voetbaldoelman
- Jacob van Loo (1614-1670), Nederlands kunstschilder
- Sanne te Loo (1972), Nederlands illustratrice
- Tessa de Loo (1946), Nederlands schrijfster; pseudoniem van Johanna Martina (Tineke) Duyvené de Wit
- Masja Loogman, Nederlands huisarts
- Levinus van Looi (1897-1977), Nederlands journalist, oprichter van de VARA
- Laurens Looije (1973), Nederlands atleet
- Aafje Looijenga-Vos (1928-2018), Nederlands kristallograaf en hoogleraar
- Jackie Loomans (1952-2024), Belgisch ondernemer
- Lorne Loomer (1937), Canadees roeier
- Mark Looms (1981), Nederlands voetballer
- Anton van Loon (1888-1962), Nederlands touwtrekker
- Foka van Loon (1901-1995), Nederlands schrijfster
- Paul van Loon (1955), Nederlands generaal
- Tijmen van Loon (2001), Nederlands baanwielrenner
- Ton van Loon (1956), Nederlands kinderboekenschrijver
- Willem van Loon (1891-1975), Nederlands touwtrekker
- Kristijna Loonen (1970), Nederlands atlete
- Honoré Loones (1910-1981), Belgisch politicus
- Jan Loones (1950), Belgisch advocaat en politicus
- Sander Loones (1979), Belgisch politicus
- Alfons Loontjens (1867-1941), Belgisch ondernemer
- Petrus Loontjens (1831-1901), Belgisch politicus
- Petrus Josephus Loontjens (1906-1983), Belgisch priester
- Anita Looper (1975), Nederlands atlete
- Henk de Looper (1912-2006), Nederlands hockeyer
- Henk de Looper (1931-1998), Nederlands beeldend kunstenaar
- André Loor (1931-2013), Surinaams historicus
- Barbara de Loor (1974), Nederlands schaatsster
- Anita Loorbach (1964), Nederlands schaatsster
- Adolf Loos (1870-1933), Oostenrijks architect
- Ludo Loos (1955-2019), Belgisch wielrenner
- David Loosli (1980), Zwitsers wielrenner
- Camille Looten (1855-1941), Vlaams priester en hoogleraar
- Adolf Lootens (1835-1902), Belgisch volkskundige
- André Lootens (1925-2003), Belgisch politicus
- Etienne Lootens (1914-1972), Belgisch politicus
- Jozef Lootens (1882-1955), Belgisch brouwer
- Jules Lootens (1893-1944), Belgisch hoofdonderwijzer en lid van het verzet tijdens de Tweede Wereldoorlog
- Julien Lootens (1876-1942), Belgisch wielrenner
- Marc Lootens (1950), Belgisch politicus
- Paul Lootens (ca. 1956), Belgisch vakbondsbestuurder
- Dominiek Lootens-Stael (1965), Belgisch politicus

## Lop
- Ronald Lopatni (1944-2022), Kroatisch waterpolospeler
- Andrej Lopatov  (1957-2022), Russisch basketbalspeler
- Carlos Lopes (1947), Portugees atleet
- Estêvão Lopes Morago (ca.1575-ca.1630), Portugees componist
- Ivo Lopes (1996), Portugees motorcoureur
- Lisa 'Left Eye' Lopes (1971-2002), Amerikaans zangeres
- Matilde Rosa Lopes de Araújo (1921-2010), Portugees kinderboekenschrijfster
- David Lopes Dias (1884-1942), Nederlands politicus en verzetsstrijder
- Graciano López Jaena (1856-1896), Filipijns revolutionair en nationale held
- Adolfo López Mateos (1909-1969), president van Mexico (1958-1964)
- Alberto López de Munain (1972), Spaans wielrenner
- Alonso López (2001), Spaans motorcoureur
- Andrés Manuel López Obrador (1953), Mexicaans politicus
- Charles Lopez (1968-2004), Amerikaans gitarist
- Feliciano López (1981), Spaans tennisser
- Jaime Lopez (1934-2011), Filipijns politicus
- Jennifer Lopez (1970), Amerikaans zangeres en actrice
- Jesús Tonatiú López (1997), Mexicaans atleet
- José López Portillo y Pacheco (1920-2004), president van Mexico (1976-1982)
- Kamala Lopez, Amerikaans actrice, filmproducente, filmregisseuse, filmeditor en scenarioschrijfster
- Kevin López (1990), Spaans atleet
- Luis López Guerra (1947), Spaans jurist en rechter
- Luis Fernando López (1979), Colombiaans atleet
- Mel Lopez (1935-2017), Filipijns politicus
- Miguel Ángel López (1988), Spaans atleet
- Rosa López (1981), Spaans zangeres
- Ruy López de Segura (+1580), Spaans schaker
- Trini Lopez (1937-2020), Amerikaans zanger
- Francisco López Fernández (1967), Spaans voetballer en voetbalcoach
- Luis López Fernández (1993), Hondurees voetballer
- Luisana Lopilato (1987), Argentijns model, actrice en zangeres
- Lydia Lopokova (1892-1981) Russisch ballerina

## Lor

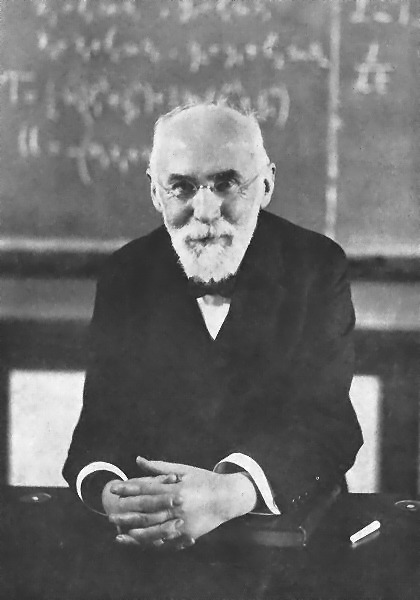
Hendrik Lorentz

- Tyrone Loran (1981), Nederlands voetballer
- Alessio Lorandi (1998), Italiaans autocoureur
- Jakob Lorber (1800-1864), Oostenrijks mysticus/ziener
- Jon Lord (1941-2012), Brits muzikant
- Traci Lords (1968), Amerikaans pornoactrice en zangeres
- Loreen (1983), Zweeds zangeres
- Henri Lorent (1930), Belgisch vakbondsbestuurder
- Hendrik Lorentz (1853-1928), Nederlands natuurkundige
- Edward Lorenz (1917-2008), Amerikaans meteoroloog
- Konrad Lorenz (1903-1989), Oostenrijks zoöloog
- Trey Lorenz (1969), Amerikaans zanger
- Benedetto Lorenzelli (1853-1915), Italiaans nuntius in België en curiekardinaal
- Fred Lorenzen (1934-2024), Amerikaans autocoureur
- Gianluca de Lorenzi (1972), Italiaans autocoureur
- Erhard Loretan (1959-2011), Zwitsers bergbeklimmer
- Yvonne Loriod (1924-2010), Frans pianiste
- Tegla Loroupe (1973), Keniaans atlete
- Peter Lorre (1904-1964), Hongaars-Amerikaans acteur
- Aloísio Lorscheider (1924-2007), Braziliaans theoloog, (aarts)bisschop, kardinaal en (mensenrechten)activist
- Albert Lortzing (1801-1851), Duits componist
- Fred Lorz (1884-1914), Amerikaans atleet

## Los
- Nan Los (1933-2021), Nederlands model en actrice
- Keto Losaberidze (1949-2022), Sovjet-Georgisch boogschutter
- Alberto Losada (1982), Spaans wielrenner
- Hernán Losada (1982), Argentijns voetballer
- Claudia Losch (1960), Duits atlete
- Ira Losco (1981), Maltees zangeres
- Pieter Losecaat Vermeer (1888-1956), Nederlands rechter en rechtsgeleerde
- Mona Løseth (1991), Noors alpineskiester
- Nina Løseth (1989), Noors alpineskiester
- Oleg Vladimirovitsj Losev (1903-1942), Russisch wetenschapper en uitvinder
- Giacomo Losi (1935-2024), Italiaans voetballer
- Lost Frequencies (1993), Belgisch dj-producer; pseudoniem van Felix De Laet

## Lot
- Lotta Lotass (1964), Zweeds schrijfster
- Riek Lotgering-Hillebrand (1892-1984), Nederlands radiopresentatrice
- Jan Loth (1900-1933), Pools voetballer en atleet
- Marc Loth (1956), Nederlands jurist
- Isabella van Lotharingen (1397-1456), regentes van Nassau-Weilburg en Saarbrücken, vertaalster
- Lotharius I (795-855), koning van Lotharingen
- Lotharius II (825-869), koning van Lotharingen
- Petrus Lotichius Secundus (1528-1560), Duits Neolatijns dichter
- André Lotterer (1981), Duits autocoureur
- John van Lottum (1976), Nederlands tennisser
- Ismaël Lotz (1975-2022), Nederlands filmmaker
- Marc Lotz (1973), Nederlands wielrenner
- Wolfgang Lotz (1921-1993), Duits-Israëlisch spion
- Eugen Freiherr von Lotzbeck (1882-1942), Duits ruiter

## Lou
- Lou (1963), Duits zangeres
- Lou Hon Kei, Macaus autocoureur

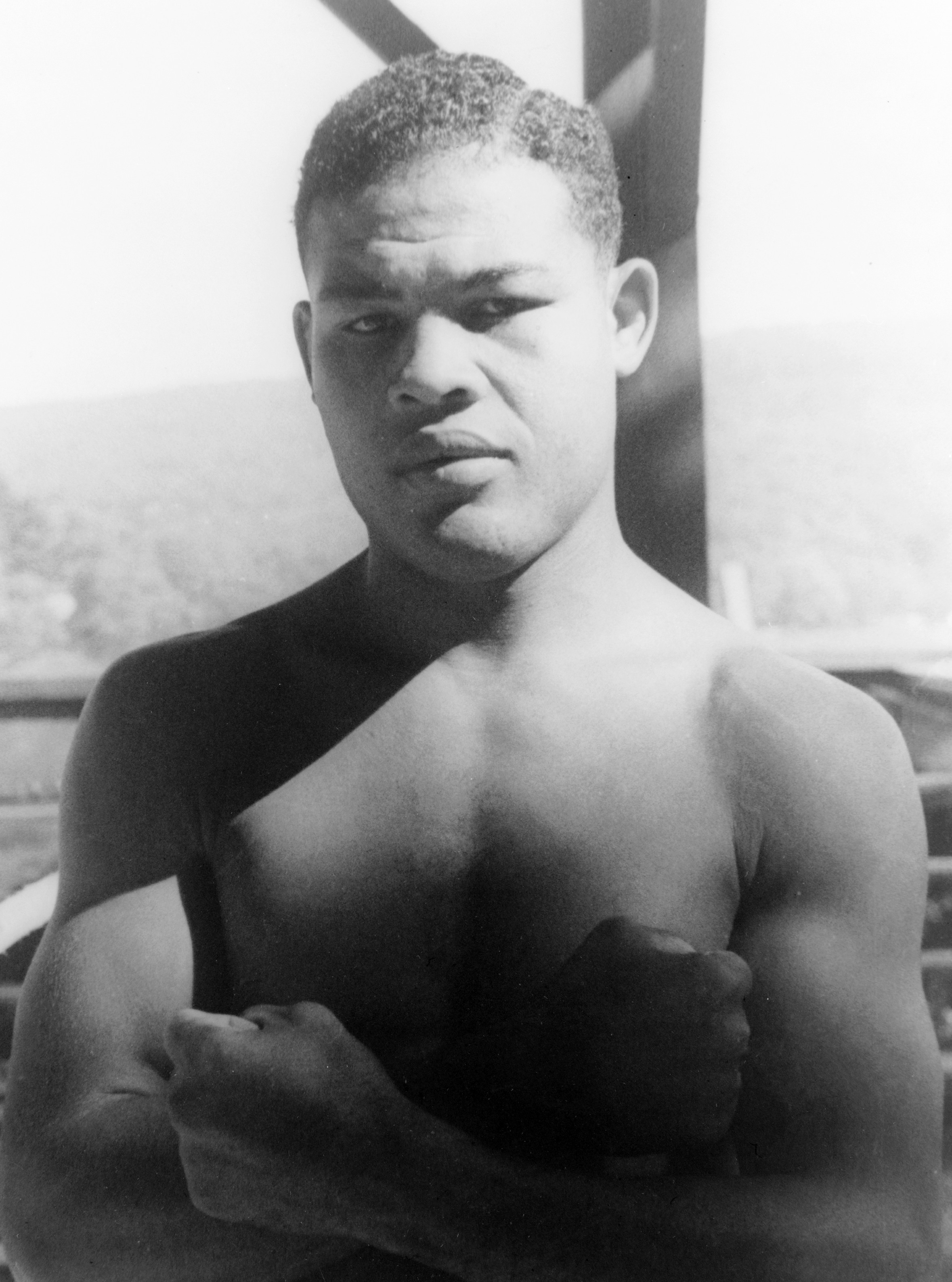
Joe Louis

- Malik Louahla (1977), Algerijns atleet
- Samir Louahla (1974), Algerijns atleet
- Hugues Loubenx de Verdalle (1531-1595), grootmeester van de Orde van Malta
- Christian Louboutin (1964), Frans schoenenontwerper
- Christine Loudes (1972-2016), Belgisch mensenrechtenactiviste
- Aarnout Loudon (1936-2021), Nederlands topfunctionaris en politicus
- John Francis Loudon (1821-1895), Nederlands kamerheer des Konings, hofmaarschalk en ondernemer
- Frits Louer (1931-2021), Nederlands voetballer
- Dorian Lough (1966), Brits acteur
- Olive Loughnane (1976), Iers atlete
- Eli Louhenapessy (1976), Nederlands voetballer
- David Louie (1961), Hongkongs autocoureur
- Jean-Marie Louis (1986), Belgisch atleet
- Joe Louis (1914-1981), Amerikaans bokser
- Janneke Louisa (1965), Nederlands politicus en ambtenaar
- Louise van Nassau-Weilburg (1765-1837), Duits prinses
- Louise van Sayn-Hachenburg (1772-1827), Duits prinses
- Bas Louissen (1987), Nederlands podcast- en radiomaker
- Constantine Louloudis (1991), Brits roeier
- Tim Lounibos (1979), Amerikaans acteur
- Elsa Loureiro (1992), Belgisch atlete
- João de Loureiro (1717-1792), Portugees botanicus
- Jos Louter (1940), Nederlands ambtenaar en politicus
- Alexandria Loutitt (2004), Canadees schansspringster
- Philippe Louviot (1964), Frans wielrenner
- Raymond Louviot (1908-1969), Frans wielrenner
- André van der Louw (1933-2005), Nederlands politicus
- Gideon Louw (1987), Zuid-Afrikaans zwemmer
- Ot Louw (1946-2021), Nederlands filmeditor
- Stefan Louwes  (1889-1953), Nederlands topambtenaar en ontwikkelaar van het Nederlandse voedseldistributiesysteem in de Tweede Wereldoorlog.
- Stephan Louwes (1993), Belgisch illustrator en striptekenaar

## Lov

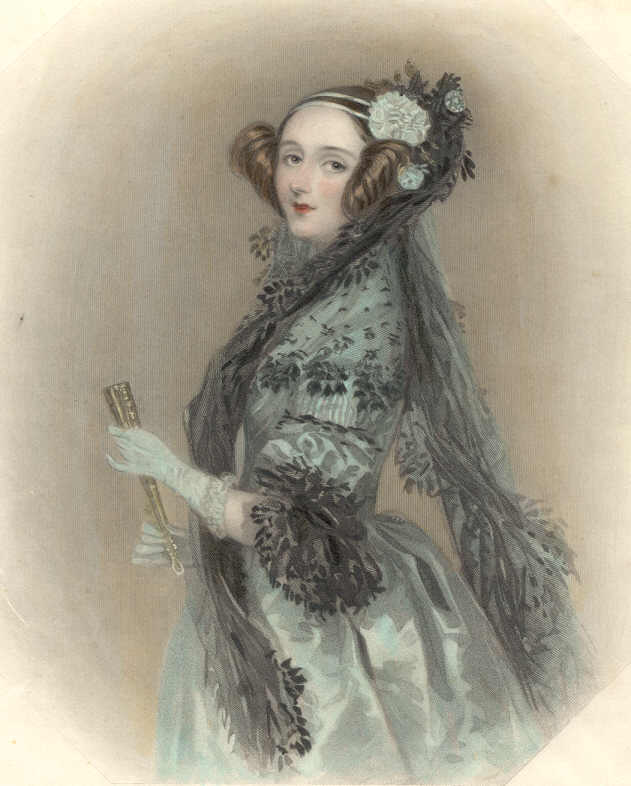
Ada Lovelace

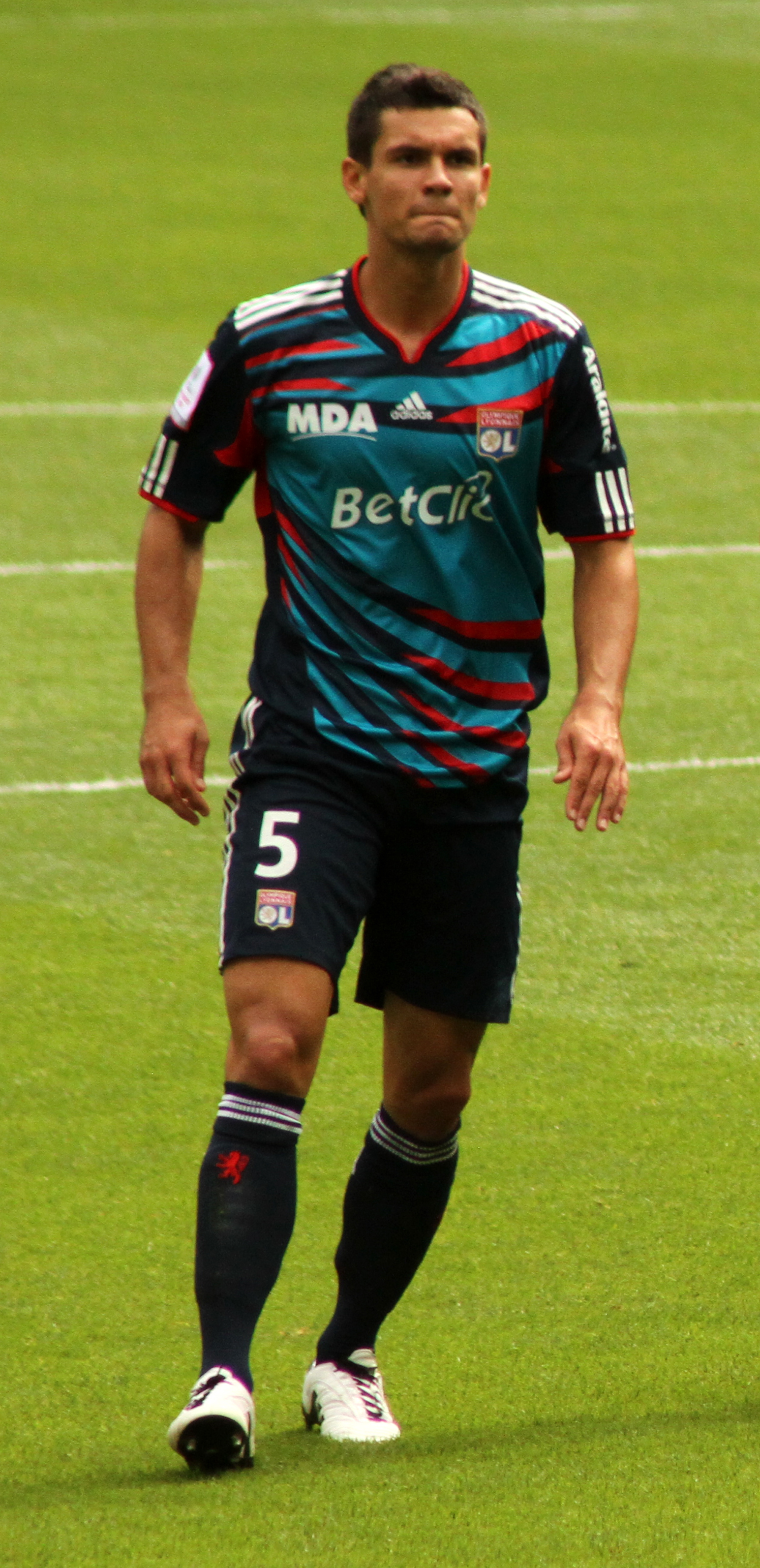
Dejan Lovren

- Courtney Love (1965), Amerikaans musicus
- Stanley Love (1965), Amerikaans ruimtevaarder.
- H.P. Lovecraft (1890-1937), Amerikaans schrijver
- Deirdre Lovejoy (1962), Amerikaans actrice
- Ada Lovelace (1815-1852), Engels computerpionier
- Linda Lovelace (1949-2002), Amerikaans pornoactrice en feministe
- Jim Lovell (1928-2025), Amerikaans ruimtevaarder
- James Ephraim Lovelock (1919-2022), Brits wetenschapper
- Gijsbert Lovendaal (1847-1939), Nederlands dichter
- Eva Lovia (1989), Amerikaans pornoactrice
- Ophelia Lovibond (1986), Brits actrice
- Lene Lovich (1949), Brits-Amerikaans zangeres
- Lola Lovinfosse (2005), Frans autocoureur
- Jon Lovitz (1957), Amerikaans acteur
- Goran Lovre (1982), Servisch voetballer
- Krunoslav Lovrek (1979), Kroatisch voetballer
- Dejan Lovren (1989), Bosnisch-Kroatisch voetballer

## Low
- Ernst Löw (1964), Nederlands acteur en zanger
- Albert Lowagie (1929), Belgisch atleet
- Chad Lowe (1968), Amerikaans acteur, filmregisseur en filmproducent
- Chaunté Lowe (1984), Amerikaans atlete
- Chris Lowe (1959), Brits toetsenist
- Douglas Lowe (1902-1981), Brits atleet
- Fatima Lowe, Amerikaans actrice en muzikante
- Jemma Lowe (1990), Brits zwemster
- John Lowe (1945), Engels darter
- Rob Lowe (1964), Amerikaans acteur
- Ted Lowe (1920-2011), Brits snookercommentator
- Wolfram Löwe (1945), Oost-Duits voetballer
- Grigori Löwenfisch (1889-1961), Russisch schaker
- Alex Lowes (1990), Brits motorcoureur
- Sam Lowes (1990), Brits motorcoureur
- Ignace Lowie (1958), Belgisch politicus
- José Lowie (1898-1979), Belgisch geestelijke
- Josiane Lowie (1947), Belgisch politica
- Jules Lowie (1913-1960), Belgisch wielrenner
- Robert Lowie (1883-1957), Amerikaans antropoloog
- Wander Lowie (1959), Nederlands taalkundige en hoogleraar
- Paul Löwinger (1949-2009), Oostenrijks schrijver, theaterdirecteur, regisseur en acteur
- Mathieu Lowis (1935), Belgisch politicus

## Loy

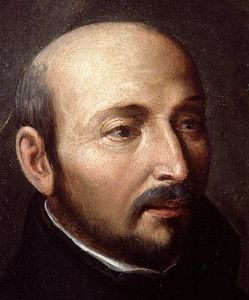
Ignatius van Loyola

- Ignatius van Loyola (1491-1556), Spaans geestelijke
- Carlos Loyzaga (1930), Filipijns basketballer en basketbalcoach

## Loz
- Armando Lozano (1984), Spaans voetballer
- Florencia Lozano (1969), Amerikaans actrice
- Harold Lozano (1972), Colombiaans voetballer
- Javier Lozano Barragán (1933), Mexicaans geestelijke en kardinaal van de Katholieke Kerk